# Handball in Liechtenstein
Die Geschichte des Handballs im Fürstentum Liechtenstein reicht auf Vereinsebene bis in die 1960er Jahre zurück. Der Liechtensteiner Handball-Verband (LHV) wurde 1977 gegründet.
Den Höhepunkt erreichte der Sport in der Mitte der 80er Jahre mit der regelmäßigen Teilnahme im Handball-Regionalverband Ostschweiz in der zweiten oder dritten Liga. Es wurde ununterbrochen mit liechtensteinischen Handballvereinen aktiv am Meisterschaftsbetrieb teilgenommen. Heute besteht ein aktiver Verein, der HC Buchs-Vaduz.

## Geschichte
Erstmals wurde auf Vereinsebene Ende der sechziger Jahre in den beiden Vereinen HC Vaduz und HC Unterland Handball gespielt. 1977 wurde der Liechtensteiner Handball-Verband (LHV) gegründet.
Mitte der achtziger Jahre war der Höhepunkt des Handballsports in Liechtenstein erreicht. Aktivmannschaften im Damen- wie auch Herrenbereich spielten im Handball Regionalverband Ostschweiz in der 2. oder 3. Liga, Juniorenteams schafften den Sprung in die Inter-Kategorie und eine breite Minihandballbewegung wurde betrieben. In den Jahren 1986 bis 1988 erfolgte die Teilnahme von männlichen Jugend-Nationalmannschaften an renommierten internationalen Turnieren wie dem Suhrli Cup, der Coppa Interamina, dem Partille Cup et cetera. 1991 fand das erste offizielle Länderspiel einer Herren-Nationalmannschaft statt, die Partie Luxemburg – Liechtenstein.
Anfang der Neunziger erfolgte die Fusion der Handballvereine HC Vaduz und HC Buchs zum HC Buchs-Vaduz.
Ab 2002 kam es wieder verstärkt zu Handballaktivitäten mit der Teilnahme einer Herren-Nationalmannschaft an den 2. Beachhandball-Europameisterschaften in Cádiz/Spanien. Das Team konnte dabei einige Achtungserfolge erzielen, dazu zählen der Satzgewinn gegen das ungarische Nationalteam, eine knappe Niederlage gegen die Handballnation Schweden sowie der Gewinn des Fairnesspreises.
Ein Jahr darauf nahm ein Herrenteam an der European Beach Tour (EBT) in Weymouth in Südengland teil, welche mit dem ausgezeichneten dritten Rang abgeschlossen wurde, man verpasste den Finaleinzug im Shoot-out. Weiterhin nahm das Hallenhandball-Nationalteam an der EHF Challenge Trophy 2003 in Malta teil, dort konnten zwei Siege gegen Irland erreicht werden, gegen Großbritannien und Malta unterlag man knapp. Im Jahr 2004 nahm ein Damenteam am EBT-Turnier in Jūrmala/Lettland teil. In der Saison 2003/04 nahm der kurzzeitig inaktive Verein HC Unterland wieder den Spielbetrieb auf; es erfolgte auch die Teilnahme eines Damen- und eines Herrenteams am Meisterschaftsbetrieb des Handball-Regionalverbandes Ostschweiz.
In der Saison 2022/23 spielt die Männermannschaft des HC Buchs-Vaduz in der vierten Liga der Schweiz.